# Башня Иоанна Кущника
Башня Иоанна Кущника — оборонительная башня и церковь, часть укреплений Киево-Печерской лавры, Украина. Памятник архитектуры.

## Название
После создания оборонной башни в ней обустроили небольшую церковь, которую освятили в честь святого Иоанна Кущника. Святой жил в V веке в городе Вифании. Он был небесным покровителем гетмана Ивана Самойловича, чем и объясняют современное название сооружения.

## История
Башня выстроена в период 1696—1701 годов. Уже в 1718 году она пострадала от пожара. В 1721 году зафиксированы намерения отремонтировать три церкви, расположенные в оборонных башнях, среди которых отмечена и башня Иоанна Кущника. Но её не ремонтировали. Церковь и башня прошли капитальный ремонт только в 1797 году. Чуть раньше, в 1785 году, башню укрыли жестью.
В 1918 году башня пострадала в результате взрыва, произошедшего на Зверинце. В том же году отремонтировано. Очередная реставрация была произведена в 1953 году.
Новые восстановительно-ремонтные работы проведены в 1972 году при попечительстве искусствоведа В. Подгоры и архитектора А. Кулагина. Тогда же укрепили стены и свод башни, открыли прежние отверстия верхнего яруса и подбанника, вызолотили крест.

## Архитектура

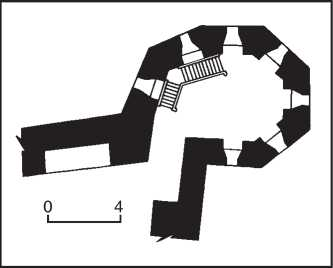
Фиксационный план башни Иоанна Кущника на уровне земли.

Гранчатое сооружение, удлинённое в направлении восток-запад.
Построена в три яруса, кирпичная, оштукатуренная, снаружи отбелённая, декорированная профилированным карнизом. Потолки первого и второго этажей башни первоначально были деревянными, впоследствии превращены в каменные, что увеличило противопожарные свойства постройки. Современные размеры — 9,0 и 7,3 метра. Размеры этажей уменьшаются по высоте, второй этаж равняется 8,5 м и 7,0 метров. Общая высота башни до креста — 25 метров. Кирпичные стены имеют отверстия для огня из ружей и небольших пушек. С внутренней стороны крепость имела галерею на деревянных консолях, а галерея была связана с общей системой оборонных стен. Верхний ярус башни имеет полуциркульные оконные проёмы. Сооружение построено в формах казацкого барокко киевской школы.